# Linia kolejowa Paris-Nord – Lille
Linia kolejowa Paryż – Lille – ważna francuska linia kolejowa o długości 251 km. Łączy Paryż z Lille na północy. Wraz z jej odgałęzieniami obsługuje ruch do Belgii i Wielkiej Brytanii. Jest to również jedna z pierwszych linii kolejowych wybudowanych we Francji, ponieważ powstała w 1846. Po otwarciu szybkiej kolei LGV Nord z Paryża do Lille w 1993, ruch pasażerski na linii stracił na znaczeniu.

## Przebieg
Linia kolejowa Paryż - Lille zaczyna się na Gare du Nord w Paryżu, biegnąc na północ 6 km do Saint-Denis. Od tego momentu, kieruje się w kierunku północno-wschodnim. W pobliżu Marly-la-Ville, biegnie na północ, a następnie na północny zachód i wzdłuż rzeki Oise. W Creil przekracza Oise. Linia do Saint-Quentin i Brukseli odchodzi w Creil.
Linia opuszcza dolinę Oise i nadal na północ kieruje się rzeką Sommą w Longueau niedaleko Amiens. Tutaj dochodzi linia kolejowa Longueau-Boulogne. Linia nadal biegnie w kierunku północno-wschodnim, po dolinę Sommy aż Corbie, a następnie rzeki Ancre do Miraumont, gdzie linia skręca na północ, aż do Arras.
Z Arras biegnie wzdłuż rzeki Scarpe w kierunku wschodnim aż do Douai, gdzie skręca na północny zachód. Za Ostricourt ponownie w kierunku północnym wpada w  aglomerację Lille. Po łącznej długości 251 km, to osiąga dworzec Gare de Lille-Flandres.